# Jean-Baptiste Rombaux
Pour les articles homonymes, voir Rombaux.
Jean-Baptiste Rombaux, né à Soignies, en Wallonie (Belgique) le 2 mars 1817 et mort à Florence le 16 avril 1886 , est un ingénieur belge des chemins de fer.

## Biographie
Les parents de Jean-Baptiste Rombaux sont Sébastien Rombaux (1768-1831), maître de carrière, et Marie-Barbe Scoumanne (1780-1817), leur sépulture se trouve au Vieux cimetière de Soignies et constitue la Ve station du chemin de croix.
Diplômé de l'École spéciale du génie de Gand, il fut attaché à l'Administration des Ponts et Chaussées. Il travailla en Sardaigne en 1845. Il étudia aussi la traversée des Alpes helvétiques par le Saint-Gothard tandis qu'il était affecté à la création de la ligne Turin-Gênes (1854).